# Puerto de Mar del Plata
El puerto de la ciudad de Mar del Plata se ubica en la costa de Mar del Plata, en el sudeste de la Provincia de Buenos Aires, sobre el mar Argentino del océano Atlántico Sur. Es un puerto artificial encerrado por dos importantes escolleras, la Norte y la Sur. Se empezó a diseñar a fines del siglo XIX y se inauguró en 1924. Es además puerto de ultramar. 
Depende administrativamente de un consorcio, la seguridad del territorio está a cargo de la Prefectura Argentina y la municipalidad de General Pueyrredón posee una delegación.
Se encuentra dividido en dos sectores: el norte y el sur, el primero dividido en tres espigones y el segundo en un muelle para cruceros turísticos.
El puerto es pesquero principalmente, el transporte de petróleo y cereales son actividades secundarias. Tiene proyectos de establecer una terminal de pasajeros y una terminal de cargas generales para competir con el puerto de la ciudad de Buenos Aires.
Tiene su asiento la Base Naval y la Base de Submarinos de la Armada Argentina. De esta fuerza depende la Escuela Nacional de Pesca que forma técnicos de esta industria.
Además es un paseo turístico. Se puede visitar la Gruta de Lourdes, la Reserva de Lobos Marinos, la parroquia de la Sagrada Familia, el monumento al Hombre de Mar y la Av. Juan B. Justo.

## Historia

### El puerto antiguo
Antes de 1874 la localidad tenía ya movimiento portuario, y ya tenía fijo el destino portuario. Don Jose Coelho de Meyrelles hizo diligencias para establecer un "puerto y abrigo seguro" para que algunos buques puedan amarrar. Este proyecto entró en la cámara de senadores en septiembre de 1857 y (después de tres mociones) recién el 22 de octubre se discutió; el 30 del mismo mes la cámara de diputados aprueba la autorización "para invertir hasta la suma de 2 millones en la formación de un puerto en laguna de los padres (costa al sur del estado)", el muelle se hizo y aún estaba a la llegada de Peralta Ramos. Mucho después de que fuese oficialmente creada se la siguió llamando Puerto de Laguna de los Padres.
El primer puerto se instaló al pie de la loma norte (o de Santa Cecilia) ubicada adyacente al saladero. El muelle era rudimentario siendo necesario construir uno más completo.
En este lugar funcionó durante varias décadas, su primer concesionario y constructor el señor José Coelho de Meyreles, desde 1860 continuó la labor Patricio Peralta Ramos, fundador de la ciudad. Luego tomo la posta Pedro Luro en 1878 hasta 1896. En esta fecha continuaron los señores Spiro Monterisi y Fermín Benemert. Años más tarde, 1889, Ángel Gardella y Cía. A partir de 1905 la tarea estuvo a cargo de Taglione Hnos. y finalmente a partir de 1909 el Lloyd Comercial Mar del Plata.

### Las gestiones para establecer un puerto más moderno

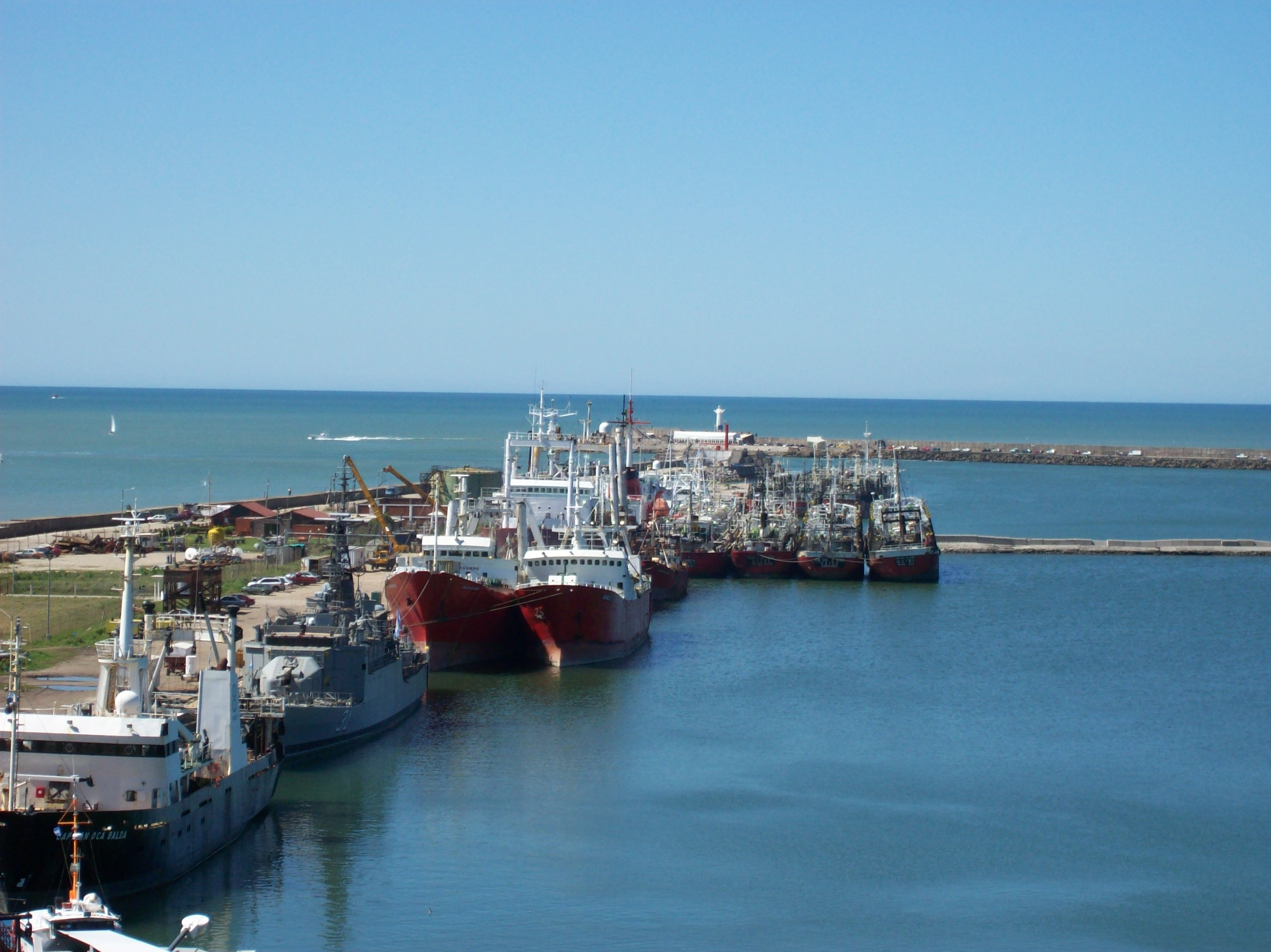
Barcos en la escollera norte del puerto de Mar del Plata.

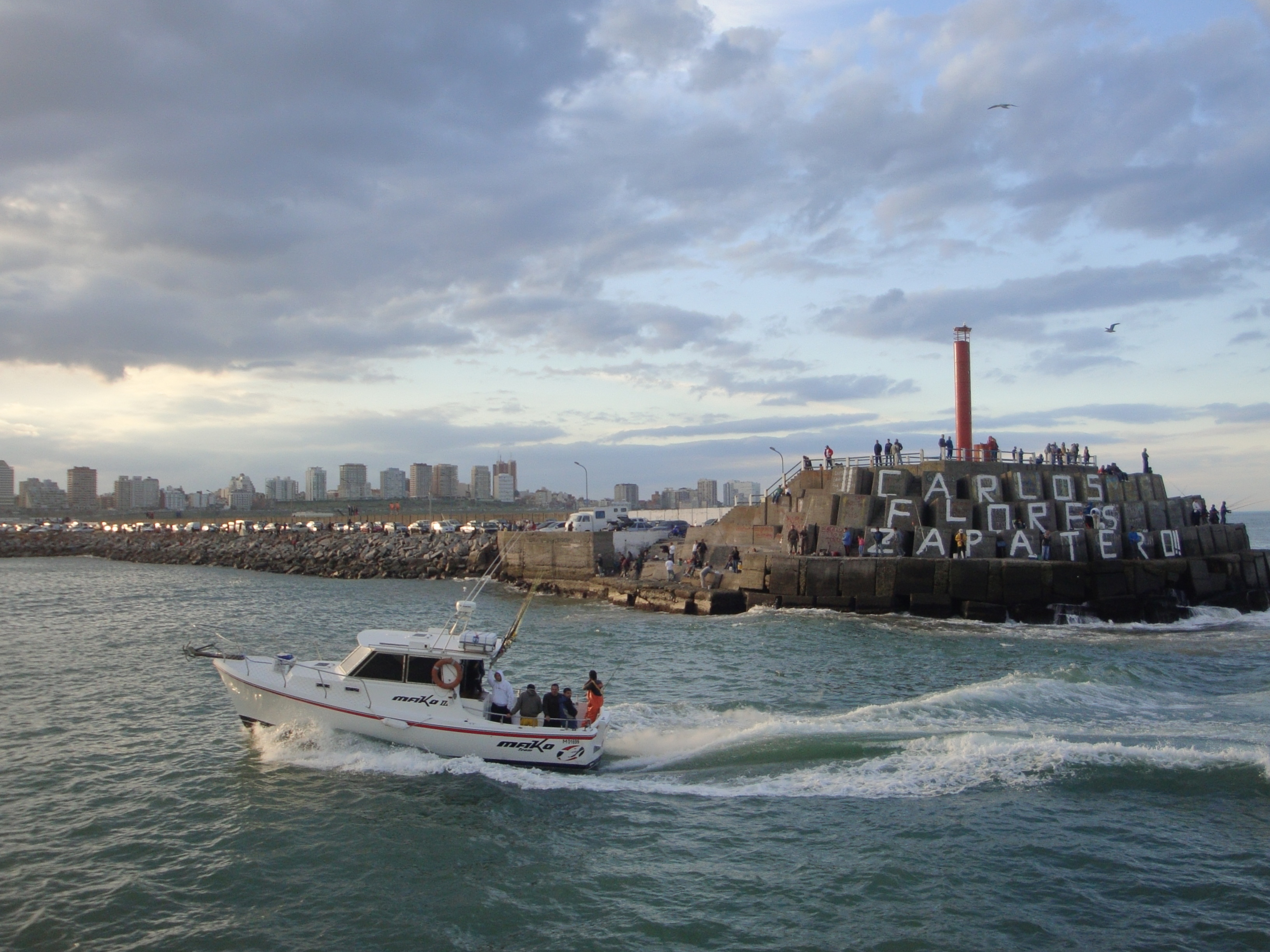
Escollera norte.

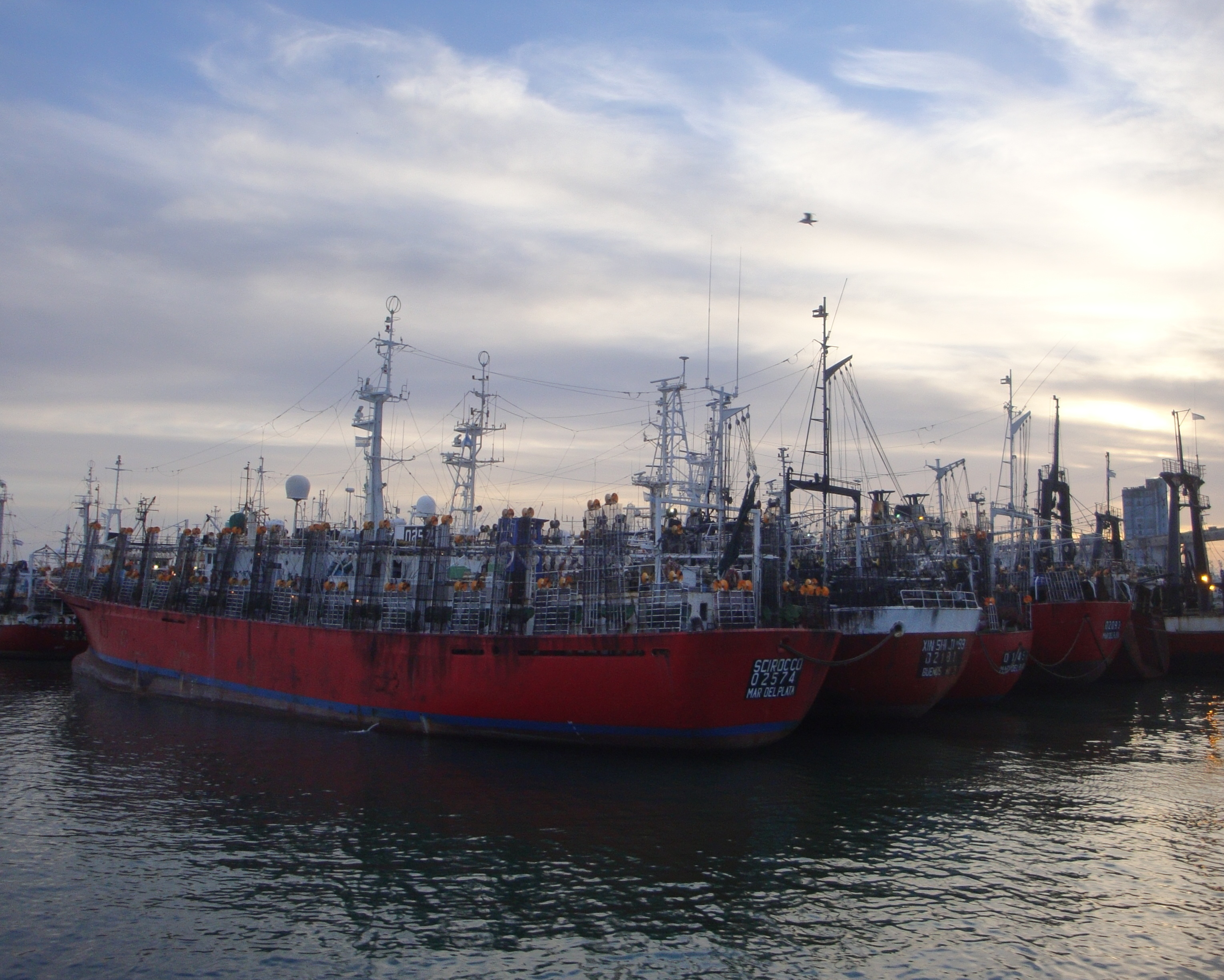
Barcos pesqueros en el puerto de Mar del Plata.

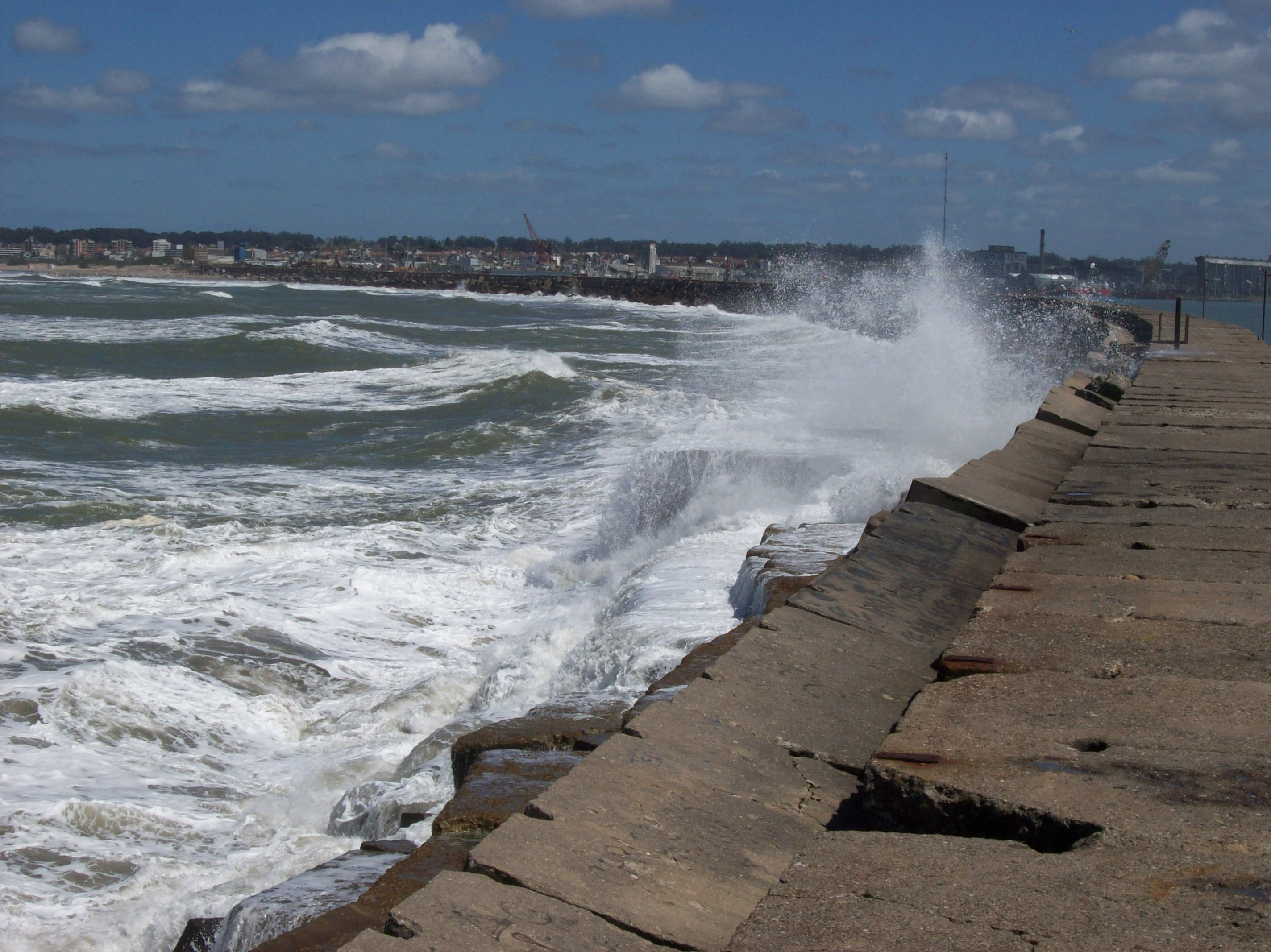
Escollera sur, lado del mar abierto.

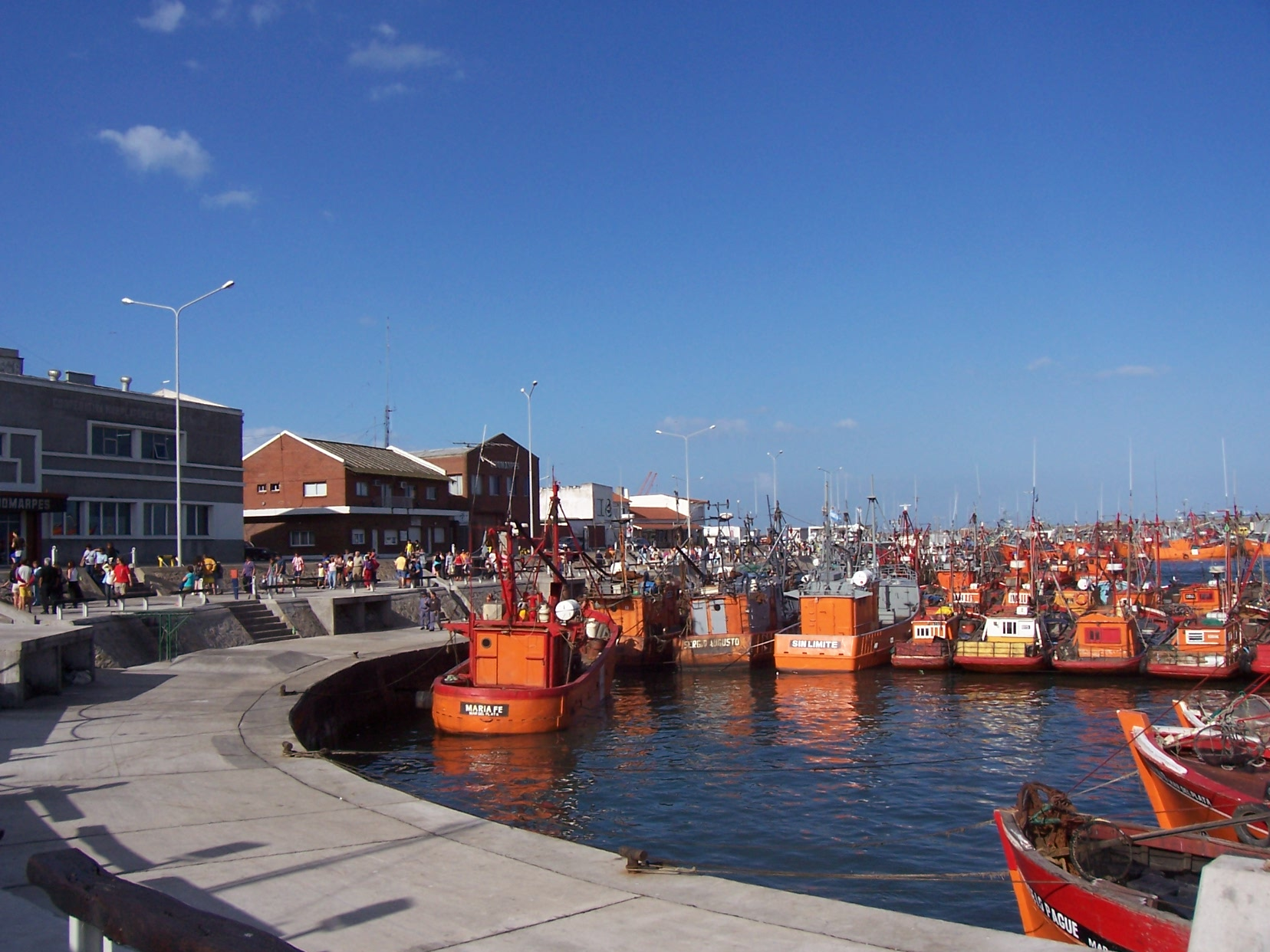
Puerto.

Las gestiones para establecer un puerto en la localidad comenzaron el 25 de octubre de 1887 ante el Congreso de la Nación, que otorgó la autorización correspondiente, y en 1896, el Ministerio de Marina recibió la documentación correspondiente que incluía planos. Luego un grupo de vecinos y turistas formaron la "Sociedad Anónima Puerto Mar del Plata" con el propósito de construir y gerenciar el puerto local.
El Congreso de la Nación le otorgó la concesión a Sixto Fernández, Alfredo Francesconi y Victorio Denicolini. El capital accionario fue fijado en un valor de 1 800 000 pesos dividido en 18 000 acciones de 100 pesos. Cabe señalar que la moneda corriente de ese entonces era el peso moneda nacional. El proyecto llevaba la firma de Jacinto Peralta Ramos, José Luro, Adolfo Negrotto, Tomás Novari, Alberto Peralta Ramos, Luis Bayá, Luis M. Lavié, Marcelino Barreiro, Manuel Rodríguez, Alfredo Martínez Bayá, Alfredo Dessein, Miguel J. Goyenechea, Zamboni Hnos., José S. Romero, y otros. Finalmente el 4 de noviembre de 1896 el gobierno de la Nación donó los planos del proyecto del puerto. La misma fue entregada al señor Alfredo Francesconi.

### La Oficina de Resguardo
El intenso movimiento registrado desde el año 1857 provocó la radicación de una Oficina de Resguardo. Fue establecida mediante un decreto del entonces presidente Bartolomé Mitre ante una solicitud del Juez de Paz de Mar Chiquita. El decreto fue refrendado por el ministro de Hacienda Norberto de la Riestra. Fue tenido en cuenta en los considerandos de la medida el intenso tráfico que se estaba registrando en el puerto. Finalmente pasó a ser Receptoría de Rentas Nacionales, más precisamente el 3 de marzo de 1880, durante el gobierno de Nicolás Avellaneda.
El presidente Hipólito Yrigoyen dispuso el traslado de la Oficina de Rentas que funcionaba en Punta Iglesia, mediante un decreto del día 20 de septiembre de 1919 refrendado por el ministro de Hacienda, Domingo E. Salaberry. Además se otorgó una concesión a la firma Taglioni Hnos. para construir un puerto de ultramar localizado en la "playa sur de Mar del Plata" y un camino desde la ciudad de Azul con destino a este puerto.

### Construcción del puerto de ultramar
La concesión caducó... el 11 de octubre de 1909 por no conseguir los concesionarios dinero para el proyecto. Igualmente habían dado comienzo a las obras; arrojaron algunas toneladas de piedras en el Cabo Corrientes, lugar de comienzo de la escollera sur del ante-puerto. Se le otorgó a la firma una indemnización acordada por la ley N.º 6499. Esta ley reglamenta la construcción del puerto de ultramar de Mar del Plata, encargándole la obra a empresas particulares de reconocida solvencia. Además fijó el precio de la obra en 11.380.288 $ oro sellado.
La Dirección General de Obras Hidráulicas presentó las bases del concurso de proyectos y licitación. Las bases fueron aprobadas el 12 de noviembre de 1909, abriéndose los sobres de las propuestas el 14 de julio de 1910. Las empresas oferentes fueron: Careña y Cía, Allard, Dolfus, Sillard y Wiriot, constructores del puerto de Montevideo, Juan y Jorge Hersent y Schneider y Cía., constructores del puerto de Rosario, S. Pearson y Son, Ltda., de Londres, Philipp, Holzmann y Cia. y P. Goedhart, Sir John Jackson y Cia., de Londres, Consortium Franco Argentino, formado por la Regie Generale de Chemins de Fer y Travaux Publies, Henry Daide y Fourgerale Freres, Dirks y Dates. Los ganadores fueron Allard, Dolfus, Sillard y Wiriot, procedentes de Francia. De cuyas iniciales de la misma, se formara el nombre del club más popular de la ciudad, ALDOSIVI El contrato se refrendó el contrato el 7 de enero de 1911.
El puerto de ultramar fue inaugurado el 24 de febrero de 1913 por el ministro de Obras Públicas Enrique Ramos Mejía, el Dr. J. M. Ahumada y el Dr. Pedro Olegario Luro, autor del anteproyecto de la ley 6499. Se encontraban presentes además otras personalidades.
Los trabajos se vieron mermados por el estallido de la Primera Guerra Mundial. Se dio preferencia a la construcción de la Escollera Sud y la Dársena de Pescadores, con un muelle de mampostería de cinco metros de profundidad utilizado por el gremio de los pescadores a partir del año 1917.

### El puerto nuevo
Las obras se iniciaron a mediados de junio de 1911. Pronto comenzaron a presentarse dificultades. Obstáculos en la expropiación de los terrenos que fueron utilizados para la obra, el puerto no tenía comunicación con la vía férrea y se encontraba a 7 km de la ciudad, y los caminos se encontraban en mal estado, lo que complicó los trabajos preparatorios. En 1913 se iniciaron formalmente los trabajos de construcción.
Para facilitar las tareas de transporte la empresa tuvo que construir un pequeño puerto provisorio para transportar desde Montevideo los materiales y útiles de trabajo. Pero esto no dio resultado a causa de los aterramientos que se producían y debió ser abandonado.
Para construir la escollera sur debió montarse una grúa de grandes dimensiones denominada Titán. Previamente en 1912 se construyó un perfil mínimo de observación para esta máquina de 10 toneladas de peso. Los materiales fueron rocas de tercera categoría defendidos con los de primera y segunda categoría. Fue trasladado hasta la progresiva de 0.401 kilómetros, en fondos de -5 metros. Los resultados fueron buenos logrando una economía apreciable en los primeros 250 m de escollera.
En diciembre de 1912 fue iniciado el arraigamiento de la escollera Norte y la construcción de una plataforma para el montaje de la grúa y en abril del año siguiente se inició la obra. Los trabajos fueron suspendidos en agosto de 1914. Fue alcanzada la progresiva de 430 m, un morro realizado con bloques artificiales fue utilizado para defender una extremidad.
En la dársena de pescadores se montó un muelle de mampostería y bloques de 70 m de longitud fondeado a -5 metros y se construyó el talud norte, que ocupó una extensión de 200 metros con un revestimiento de piedra a juntas tomadas; tenía escaleras y anillos de amarre. Además se montaron terraplenes generales utilizando 450 000 m³ de tierra extraída de las canteras de donde se sacaban las piedras.[cita requerida]
El puerto fue inaugurado en 1924. En esa década se construyó también el puerto de ultramar.
Ya para 1945 resultaba notorio que debido al auge de movimiento de mercancías alcanzado por el puerto, las instalaciones no eran adecuadas al volumen,  las autoridades nacionales junto con el gobernador Domingo Mercante se decidieron a construir dentro del área nuevas zonas portuarias, y la renovación completa de todas las grúas y la maquinaria para las operaciones de manipuleo y almacenaje de mercaderías. La construcción del Ferrocarril conectado directamente a la red ferroviaria y la construcción de elevadores de granos en el sector oeste, junto a obras de dragado que permitieron duplicar su capacidad y convertirlo en puerto de ultramar. En 1950 el entonces presidente Juan Domingo Perón inaugura el complejo portuario industrial e instalaciones frigoríficas lo que provocó un incrementó el movimiento de carnes, que se completó con la adquisición de 3 cargadores laterales y tres grúas. Impulsado por la política para fomentar el desarrollo de la industria pesquera nacional, las capturas de la flota pesquera costera pasará de 18.203 toneladas en 1947 a 59.127 en 1954, transformándose de un puerto secundario al mayor puerto pesquero de sudamericana durante los 50.
Al amanecer del 19 de septiembre de 1955, la Marina de Guerra bombardeó dos objetivos de la costa: la Escuela de Artillería y los tanques de combustible de YPF ubicados en el puerto. Un avión naval hizo un intento de destruir los tanques de combustible. Luego un crucero tomó posición a 8500 metros de la costa y durante diez minutos cañoneó el objetivo, destruyendo nueve de los once tanques. Las fuerzas navales golpistas dispararon contra tropas del Ejército. La Base Naval recibió un mensaje del “Comando Revolucionario”, indicándole que al amanecer serán bombardeadas las posiciones que se oponen al movimiento, además de la Escuela Antiaérea y los tanques de petróleo del puerto, desde Playa Grande hasta la Bristol en una profundidad mínima de cinco cuadras y las proximidades de los otros objetivos. Tres meses antes la aviación naval había bombardeado y ametrallado Plaza de Mayo. El bombardeo sobre Mar del Plata y su puerto fue el primer paso de un plan que seguiría con idénticos ataques sobre las destilerías de La Plata y de Dock Sud
En el año 1992 se sancionó la ley 24093 (Ley de Actividades Portuarias), que en su artículo 11 autoriza la transferencia de las instalaciones portuarias a la provincia que las alberga. Por esta razón en 1999 se creó por decreto el Consejo Asesor para el Puerto de Mar del Plata. Dicha disposición fue firmada por el Ministerio de Obras y Servicios Públicos de la provincia. Este ente diseñó un plan de remodelación total del complejo, dándole un carácter regional y multipropósito.
En 2012 durante la gobernación de y con una inversión de US$ 7 millones, fue construida la terminal de cruceros en el puerto la estructura fue concebida de acero y vidrio de 1600 m² en la Escollera Norte, para recibir turistas internacionales, dichas obras fueron en paralelo a la draga Mendoza para recuperar calado en el canal principal y secundario del puerto entre 2009 y 2012. En 2014 las dragas chinas comenzaron a profundizar el canal exterior e interior del puerto en una obra con una inversión de 108 millones de pesos. La obra alcanzó los canales de acceso marítimo principal y secundario, que estaban invadidos por el banco de arena que se recuesta sobre la escollera Sur. Se trabajó en el canal de acceso interior. El canal exterior principal paso a un ancho de solera de 100 metros y una profundidad de – 11,60 metros. El canal exterior secundario tendrá -10,60 metros, similar a la profundidad que se buscará en la zona intermedia entre ambos canales. Al canal interior se lo llevará a un ancho de 100 metros y será dragado a una profundidad de -9,80 metros. También en la misma década toma impulsó el Astillero Naval Federico Contessi y Cía.S.A., Macro SA. y Grupo Newsan, ubicado en calle B Espigón 4 del Puerto de Mar de Plata.

## Ubicación y límites
Se encuentra situado al sur del cabo Corrientes y en sus alrededores se encierra buena parte de la historia, la cultura y la economía local. Inaugurado en 1922, es uno de los más grandes del país. Las barcas de pescadores, con sus típicos colores, son una característica postal de la ciudad.
Esta zona de la ciudad ha sido la elegida por muchos inmigrantes de origen italiano que aún conservan su idioma y costumbres..
Los decretos 425/78 y 1951/83 establecen los límites del puerto estableciendo sus zonas militares y comerciales. La zona militar limita al norte con el pie de la Escollera Norte, el límite oeste lo conforma el cerco existente sobre el lado este de la avenida Martínez de Hoz hasta la extensión del lado norte de la avenida Juan B. Justo, mientras que la prolongación de esta línea hasta llegar a una paralela del espigón nro. 4 ubicada a 200 metros del sur del talud norte de la Dársena E de hidroaviones y siguiendo el cerco existente que limita la ribera norte de la laguna hasta llegar a una paralela al espigón nro 4 que abarque hacia el sur toda la escollera de piedra existente en el momento de firmar el decreto. La zona portuaria de uso comercial limita al norte con el límite sur de la zona anterior. El límite oeste es una línea paralela ubicada a cinco metros del este del cordón este de la avenida Martínez de Hoz hasta la intersección con el límite norte de la parcela 3.b de la ex chacra 91 que corresponde con el plano de replanteo de la misma de acuerdo al plano 45-525-46 de la dirección de Geodesia de la provincia de Buenos Aires, continuando este límite por una longitud de 24,57 metros y luego por el sudeste (de acuerdo a un ángulo de 101º18') de esta paralela siguiendo una longitud de 61,27 metros. A partir de aquí retomará la línea de cinco metros al este del cordón este de la av. Martínez de Hoz hasta la intersección de una paralela al eje del comienzo de la Escollera Sur ubicada a 850 metros del mismo. El límite sur del sector comercial será la paralela al eje del arranque de la Escollera Sur hasta el mar.

## Características
El puerto tiene las particularidades de ser marítimo de ultramar; su actividad principal es la pesca. Además como actividades secundarias desarrolla el transporte de cereales, de petróleo y el turismo.
Es un puerto pesquero, petrolero, cerealero y de explotación turística. El calado máximo permitido es de 32 pies.

### Defensas
La Dársena "A" de pescadores constituye una defensa interna portuaria que se encuentra protegida por la escollera que comienza a la altura del kilómetro 0,750 y hay otra escollera con el mismo fin a la altura del kilómetro 1,250.
La zona comercial tiene tres muelles y un espigón ubicados de norte a sur: Espigón 4 de piedra, de 486 m de largo, Muelle "A" de mampostería, alcanzando su ribera norte los 502 m, su cabecera 178 m y su ribera 320 m. Existe un espacio entre este muelle y el "B" de 116,14 m que conforma la dársena de ultramar y cabotaje.
En el interior de la dársena de ultramar se ubica el Varadero propiedad de la autoridad portuaria que tiene un ancho de 49,45 metros y un largo total de 100 m. Tiene dos gradas, la primera de 60 m de largo y la segunda de 40 m.

### Datos técnicos
El canal de acceso se encuentra posicionado en su enfilación de 238º-058º. El ancho es de 80 m y la profundidad de 8 m. tomando como base el cero local.
El puerto está dividido en tres áreas: comercial, industrial y operativa, y dos sectores diferenciados: el sector sur es comercial y consta de tres dársenas, aquí se encuentra la posta de inflamables. Por su parte el sector norte lo ocupan el muelle de pasajeros en el tramo inferior de la escollera, una dársena militar para submarinos y un fondeadero para uso de naves deportivas.
La Asociación de Cruceros del Cono sur designó al puerto como estación terminal de cruceros internacionales. Viajeros de todo el mundo pueden a partir de entonces desembarcar en este puerto.

#### Longitudes
- Escollera sur incluyendo su morro terminal, 2.750 metros.
- Escollera norte incluyendo su morro terminal, 1.050 metros.
- Muelle de cabotaje: 20 pies de profundidad y 762 metros lineales.
- Muelle de ultramar: 30 pies de profundidad y 218 metros lineales.
- Plataforma de atraque para pescadores: 220 metros lineales.
- Muelle para pescadores: 16 y 10 pies de profundidad y 190 metros lineales.
- Dársena de pescadores: ancho de 70 a 100 metros.
- Dársena de cabotaje: ancho de 130 a 160 metros.
- Dársena de ultramar: ancho 140 metros.

### Estudios preliminares

#### Características de la costa del mar
La zona estudiada para la instalación del puerto de ultramar comprende la zona abarcada entre cabo Corrientes y Punta Mogotes. La zona tiene la forma de un arco de círculo cuya cuerda mayor tiene una longitud de 9200 m. y una flecha máxima de 1000 m Las salientes que se encuentran en esta sección de playa se denominan: Punta Cantera, Punta Luro y Punta Brava, conformadas con bloques de arenisca blanca.
Una extensa playa de arena se conformó entre los acantilados, barrancas y el límite del agua del mar habiéndose ensanchado por aterramientos naturales producidos por el mar. En cercanías de la costa formaba numerosas depresiones que constituían desagües naturales prolongándose hasta la playa.

#### Régimen de playas
Tenía una parte sumergida variable y movediza, formada de arena fina, por lo general, que las olas y las corrientes marinas llevaban a la costa y por la acción del viento se hacían montículos afectando solamente la zona comprendida entre el mar y la barranca al norte de Punta Mogotes. Al sur se formaban médanos de arena fina y movediza ocupando una porción de terreno reducida dejando al descubierto mantos de rocas calcáreas grandes.
El mar producía aterramientos que formaban bancos sobre la costa que cumplía la función de un cordón litoral que podía duplicar su tamaño durante un temporal o desaparecer completamente. Entre esta formación y la playa quedaba un canal más o menos profundo mantenido por las corrientes costeras originadas por el flujo y reflujo. El fondo estaba formado por una capa de arena de granos de tamaño regular, redondeado, con abundante cuarzo mezclado con carbonato de calcio, hierro titanizado y conchillas con un espesor no mayor a los tres metros.
Cerca del arroyo del Barco, el fondo estaba formado de arena mezclada con barro. En este sitió fondeo el "Vapor 118" y en sus uñas de ancla quedó impregnada la mezcla mencionada.
Estos aterramientos se producían porque las olas del largo producen el efecto mecánico de arrastre en el fondo hasta la profundidad de 50 m. Estos efectos se denominan "flujos de fondo" y son más extremos cuanto más abierta es la costa. En esta playa se aseguró que estos aterramientos siempre se iban a producir porque la intensidad de los vientos que originan las olas superaban los seis kilómetros por hora, velocidad en la cual no se hacen sentir la velocidad de la ola en el fondo.

#### Olas
Las olas se producen por los vientos provenientes de sector Norte y Sudoeste, pasando por el Este. El 16 de marzo de 1910 las olas alcanzaron un pico máximo de tres metros de altura y fueron producidas por un viento procedente del sur sudoeste. En invierno son comunes las sudestadas que provocan los peores oleajes y no existe defensa natural alguna.

#### Mareas
Las mareas se producen con intervalos irregulares afectadas por las corrientes y vientos locales, el período de flujo y reflujo puede durar entre tres horas con cuarenta minutos hasta nueve horas con veinte minutos.
El cero que se tomó en cuenta es el que estableció el Ing. Federico Beltrami ubicado en la cota de -0,35 m respecto al Riachuelo de Buenos Aires. El puerto está establecido en cuatro horas con dieciocho minutos, la amplitud de la marea es 1,04 metros, el nivel medio del mar es de -0,83 metros. Las otras características respecto del cero que se tomó en cuenta son:
- Marea alta media: +1,19 m
- Marea máxima observada: +2,35 m, el 23 de julio de 1911 se registró una marea de +3,25 metros.
- Marea baja media: -0,35 metros.
- Mínima observada: -0,50 metros.

#### Corrientes
La corriente general de la marea apunta hacia el Norte noroeste, durante el flujo, la velocidad máxima que puede alcanzar es de tres millas por hora. Se perturba en la costa por los efectos de los bajos fondos y de los vientos y se puede producir el efecto de la inversión de la corriente con respecto a la corriente imperante en el momento en ese largo y para un mismo período de marea.
En cercanía de la playa, durante el período de flujo la corriente se produce en dirección norte y en sentido opuesto durante el reflujo, la intensidad es reducida. Por el contrario, cerca de los fondos de piedra esta intensidad aumenta debido al estrechamiento en la costa de los canales. Este fenómeno se puede comprobar observando el color del agua, el tinte varía debido a las remociones que se producen en el fondo.

## Infraestructura
El puerto opera con Buques Tanques Petroleros, Buques Frigoríficos, Buques de Pasajeros, Buques Pesqueros y Bulk Carriers.
La infraestructura portuaria está dividida en dos sectores. El sector sur es de carácter puramente comercial y tiene tres espigones: ultramarino (Espigón 3), local (Espigón 2) y de pescadores (Espigón 1), más una posta de inflamables. Este sector es denominado Dársena C, limitado por los Espigones 2 y 3 y contiene los sitios de atraque 12 y 13 sobre el Espigón 3, usados para la carga de cereales provenientes de la batería de silos elevadores de la Junta Nacional de Granos; estos silos tienen una capacidad de almacenaje de 25.255 toneladas. Además se encuentra el muelle utilizado para carga general de 14 pies de profundidad al cero local y 134 m de longitud. En el Espigón 3 se encuentran los buques pesqueros de altura y buques de ultramar.
En el Espigón 2 están los sitios de atraque 8, 9 y 10; que poseen una longitud que llega hasta los 503 m y en el extremo de este espigón se encuentra el sitio 7 que posee una longitud de 178 m. Este espigón está en gran parte inactivo porque allí se encuentran alrededor de 40 buques de pesca de altura inactivos debido a diferentes causas (judiciales o porque están hundidos o abandonados).
El sector operativo está ubicado en la Dársena de Cabotaje B y está formado por los sitios 5 y 6, sobre el espigón 2 hacia el norte. Estos son atravesados por una vía ferroviaria de trocha ancha; uno oeste de 133 m de frente y los sitios A, B, C y D al sur, sobre el Espigón 1, de 288 m de longitud; los que son usados para el tráfico doméstico y pesca de altura.
El sector de pesca se encuentra en la Banquina de Pescadores y el Espigón 10 (Dársena A). En estas se llevan a cabo operaciones las lanchas de pescadores y embarcaciones costeras. Tiene una longitud total de 727 m de muelle.
El sector de inflamables está ubicado sobre la Escollera Sur para operaciones con gas licuado de petróleo. Permite buques de estilo mediterráneo destinados a operaciones de buques petroleros y/o gaseros que descargan productos con destino a las plantas de Yacimientos Petrolíferos, Gas del Estado y la usina de la Provincia de Buenos Aires.
El sector norte cuenta con un muelle ubicado sobre la escollera norte con una longitud de 220 metros utilizado para cruceros turísticos. Unido a la ciudad de Mar del Plata por medio de una ruta pavimentada, el antepuerto con un canal de acceso de 700 m, el Yatch Club, adyacente a la base de submarinos protegido al sur por el espigón 4, y la Base de Submarinos, ubicada al noroeste del puerto y protegida por un rompeolas de 474 metros que comienza en la escollera norte y está reservado para la Armada Argentina.
En la Base Naval de Mar del Plata se encuentra el Área Naval Atlántica (ANAT) con los buques asignados a la División de Patrullado Marítimo (tres corbetas misilísticas, tres avisos y una lancha patrullera), el Comando de la Fuerza de Submarinos, sin submarinos activos desde el hundimiento del ARA San Juan (S-42) y la "Agrupación de Buzos Tácticos"; realizando tareas de operaciones encubiertas, de minado, vigilancia, reconocimiento de costas, apoyo a operaciones anfibias, apoyo a investigaciones científicas.
La Escuela Nacional de Pesca fue inaugurada el 26 de marzo de 1973 con la carrera de Patrón de Pesca Costera. En el año 1981 mediante el Convenio de Cooperación Técncia firmado con Japón se solicitó la donación de un nuevo edificio para el establecimiento. En diciembre de 1983 mediante el intercambio de las notas reversales, Japón se comprometió a donar el edificio, el equipamiento pedagógico y un buque de prácticas. Actualmente capacita y forma Marineros, Patrones de Pesca, Pilotos de Pesca y Capitanes de Pesca. También a Mecánicos de Máquinas Navales, Motoristas Navales y Conductores de Máquinas Navales. Además dicta cursos a pedidos de organismos y empresas interesadas.
La administración portuaria está a cargo del Consorcio Portuario Regional de Mar del Plata, un ente mixto con 10 directores en representación del gobierno de la Provincia de Buenos Aires, el Municipio de General Pueyrredón, municipios vecinos y las cámaras y asociaciones industriales, comerciales y gremiales del ámbito portuario. Por otra parte la Prefectura Naval Argentina, delegación Mar del Plata es la encargada de brindar seguridad.
La Prefectura Naval Argentina posee un destacamento de bomberos con una autobomba además del destacamento de bomberos de la policía provincial ubicada en el área perteneciente a la municipalidad lo que provee a la zona de una red contra incendios.
La empresa OSSE (proveedora de agua potable de la ciudad de Mar del Plata) provee servicio de agua potable a la zona comercial y a través de un caño que corre por el frente del perímetro de los muelles a los buques y esta misma empresa ofrece el servicio de desagüe de aguas servidas aunque no se cuente con planos de la red de cañerías. En la zona industrial hay una estación elevadora de efluentes que se interconecta con la Estación Magallanes frente a la zona comercial del puerto. Además en el puerto descarga sus aguas el entubado arroyo del Barco y el sistema del Conducto Pluvial Jacinto Peralta Ramos con los efluentes de la zona urbana de Punta Mogotes.
Del suministro eléctrico se encarga la empresa EDEA dentro de la zona comercial y el alumbrado público por el CPRMdp a través de una red eléctrica propia y más de 260 postes de luz.

## Movimiento económico
En el año 2007 al puerto ingresaron 44000 toneladas de pescado, 11.771.242 tn de mercadería varia. Se importaron 1432196 toneladas de productos y se exportaron 155612 tn. Tuvo un movimiento de mercadería por 672874 toneladas.Con respecto al tráfico de embarcaciones se contabilizaron: 110 buques de ultramar, 330 embarcaciones de cabotaje y 442 de buques con destinos internacionales.
A continuación de presentan gráficos donde se presenta la comparativa entre los meses de enero a junio de los años 2007 y 2008 del tráfico de mercadería de las empresas navieras Maersk, Hamburg Sud y Maruba que operan en este puerto. El gráfico siguiente muestra la variación del transporte de mercadería entre los años 2003 y 2008 y los restantes el movimiento de combustible y de pescado.
Las autoridades municipales pretenden sumarle al puerto un mayor movimiento de transporte de cargas, atraer una parte de la carga que arriba al puerto de Buenos Aires y sumar el transporte de pasajeros. En noviembre de 1999 comenzó el dragado a 12 m de profundidad y en enero de 2000 una empresa privada importó desde Rusia e instaló un dique flotante (llamado Mosdoq 2000) bajo el alcance del decreto 343/97 (derogado posteriormente).
También en ese periodo arribó el Costa Allegra, crucero perteneciente a la empresa Costa, con novecientos pasajeros y cuatrocientos tripulantes como prueba piloto de la capacidad portuaria para recibir este tipo de embarcaciones. El problema detectado fue que los remolcadores existentes en esta terminal no son lo suficientemente potentes como para dirigir el crucero con vientos medianos y fuertes.
Se proyectó también una terminal multipropósito que conforme un complejo logístico que permita almacenar contenedores y recibir cargas con una grúa adecuada. La primera empresa que se interesó en la operación fue la alimenticia McCain que posee una planta de papas fritas en la cercana ciudad de Balcarce.
Según las estimaciones realizadas entre el transporte de alimentos de la empresa papera más la actividad pesquera el movimiento del puerto alcanzaría los 20000 contenedores anuales, una cantidad no despreciable si se la compara con otros puertos del Atlántico cuyos movimientos no superan los mil TEU.

## Turismo
La Reserva de Lobos Marinos tiene como objetivo preservar al lobo marino de un pelo, se encuentra ubicada en una playa de la costa interna de la escollera sur. La lobería alberga ejemplares machos, por este motivo se denomina única. Son cerca de 800 animales que se pueden observar muy de cerca. El Concejo Deliberante de Mar del Plata declaró al animal Monumento Histórico de Mar del Plata.
En la Escollera Sur, accediendo en auto o caminando se puede acceder también al cementerio de barcos, al monumento al Salvador y a un restaurante. en la Banquina de Pescadores se pueden observar las lanchas de pesca, lobos marinos y gaviotas. A la tarde cuando las lanchas regresan con su mercadería, los visitantes pueden adquirirla directamente allí. Este sector es Patrimonio Histórico Nacional. también se encuentra en su interior el Monumento al Hombre de mar del escultor italiano Leone Tommasi. Realizada en mármol, sus dimensiones son 5 m de alto por 2,40 de ancho y 70 toneladas de peso. La idea fue del gobierno de Juan Domingo Perón en el año 1953. Para concretarla se convocaron a los mejores escultores argentinos de la época: el maestro Camapanelli, el arquitecto Arrastia, Ricardo Gianetti con la dirección de Tomassi. El grupo quería construir el "Monumento al Descamisado". El italiano regreso a su país con el boceto para conseguir el mejor bloque de mármol. Las figuras llegaron desde Italia pero el monumento nunca se colocó en su lugar original. Algunas se colocaron en la Fundación Eva Perón (Actual Facultad de Ingeniería).[cita requerida] Los monumentos se conservaron en el Servicio Nacional de Arquitectura en Dock Sud tras el derrocamiento de Perón. Otros de emplearon para obras públicas, para el Casino de Necochea, otras se perdieron. La del hombre de mar fue la única que se pudo rescatar, ubicándose en Quequén primero, en su embalaje original durante veinticinco años. En 1980 se trasladó al predio de los elevadores de granos en el puerto marplatense, logrando su ubicación actual el 28 de febrero de 1987 con la leyenda "Monumento al Hombre de Mar" en la esquina de Martínez de Hoz y 12 de Octubre.
Como consecuencia del terrorismo internacional, a partir de julio de 2004 se tomó la decisión se prohibió el acceso a la banquina y tomar contacto directo con los pescadores. Las normas de seguridad internacionales así lo exigen a pesar de las protestas de los trabajadores de la pesca. La distancia máxima hasta donde puede llegar un turista es a 20 m del lugar. Las autoridades administrativas portuarias están buscando la forma de flexibilizar la norma.

La Gruta de Lourdes es una réplica de la que está ubicada en Lourdes Francia, ubicada sobre una cantera vieja rodeada de vegetación. Se encuentra el oratorio San José, la iglesia y una réplica a escala de las ciudades de Belén y Jerusalén. En la gruta se encuentran la capilla al aire libre, el Vía Crucis y los misterios del Santo Rosario.
La Avenida Juan B. Justo, conocida como la "Avenida de los Pulloveres" por la variada cantidad de locales dedicados la venta de ese producto. Además se comercializan camperas, productos de cuero. En los últimos años se instalaron locales de venta de prendas de segunda selección.
La Reserva natural Puerto Mar del Plata está sobre la antigua cantera (de la piedra con la que se construyó la ciudad) consiste en un humedal ubicado entre un área industrial, el puerto, una zona residencial y el Complejo Balneario de Punta Mogotes. Actúa como espacio de amortiguamiento y moderación de todas las actividades industriales, residenciales y turísticas realizadas en dichas zonas. Habitan en ella más de ciento cincuenta especies de aves (algunas de ellas migratorias), diferentes especies de pequeños mamíferos, reptiles, anfibios y peces. Asimismo, posee una gran variedad de flora autóctona y exótica. Su ecosistema es de laguna pampeana a orillas del mar. Se ingresa por la rotonda del Balneario 24 de Punta Mogotes.